# Alchemilla mastodonta
Alchemilla mastodonta är en rosväxtart som beskrevs av Sergei Vasilievich Juzepczuk. Alchemilla mastodonta ingår i släktet daggkåpor, och familjen rosväxter. Inga underarter finns listade i Catalogue of Life.